# Флаг Снежногорска
Флаг Снежного́рска — официальный символ территориального округа Снежногорск закрытого административно-территориального образования Александровск Мурманской области Российской Федерации. Флаг утверждён 20 августа 2003 года и внесён в Государственный геральдический регистр Российской Федерации под номером 1284. До 28 мая 2008 года флаг ЗАТО Снежногорск.

## Описание
«Флаг города Снежногорска представляет собой прямоугольное полотнище с соотношением ширины к длине 2:3, разделённое по горизонтали на три неравные части: синюю, белую и синюю (в соотношении 2:1:1), воспроизводящее в центре фигуры из гербовой композиции — белую голову нерпы в 1/3 ширины полотнища, выходящую из синей полыньи на белой полосе; вдоль верхнего края полотнища — пять белых снежинок в 1/6 ширины полотнища».

## Обоснование символики
Центральная фигура флага города Снежногорска — нерпа, аллегорически символизирует градообразующее предприятие — судоремонтный завод «Нерпа», со строительством и наращиванием производственных мощностей которого неразрывно связано и социально-экономические развитие города Снежногорска.
Синяя и белая, с синей полыньёй части флага, аллегорически показывают географическое расположение Снежногорска на берегу Кольского залива в незамерзающей бухте Кут.
Синий цвет (лазурь) — цвет ясного неба и моря, представляет высоту и глубину, постоянство и преданность, а также красоту природы, символизирует безупречность, возвышенные устремления, добродетели.
Снежинки аллегорически говорят о названии города, делая тем самым флаг «полугласным», что в геральдике считается одним из классических способов создания флага.
Белый цвет (серебро) аллегорически говорит о бескрайних северных просторах полуострова и символизирует чистоту, веру, простоту, совершенство, мудрость, благородство, мир и взаимное сотрудничество.